# Pochieren

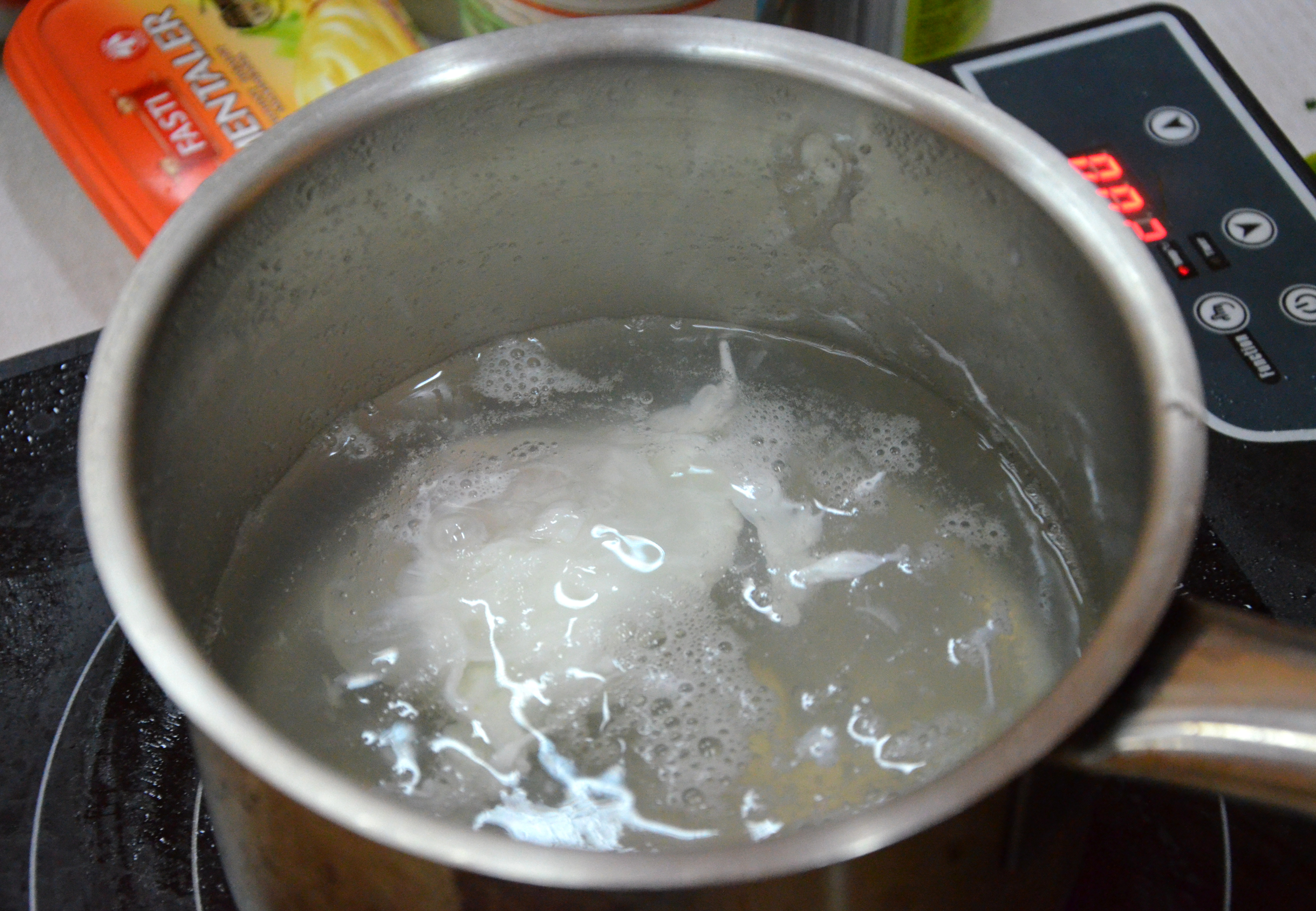
Pochieren von Eiern

Pochieren [pɔˈʃiːrən] oder Garziehen ist eine sanfte Garmethode in heißer, aber nicht kochender wässriger Flüssigkeit (65 bis 75 °C).
Die Bezeichnung pochieren wurde im 19. Jahrhundert dem Französischen entlehnt (frz. pocher). Sie wurde zuerst auf die Zubereitung von pochierten Eiern (frz. œufs pochés) angewendet: Nach geschicktem Hineingleitenlassen ins Wasser wird der Dotter vom geronnenen Eiklar wie von einer Tasche umhüllt (frz. poche [pɔʃ], deutsch ‚Tasche‘). Pochierte Eier werden auch als verlorene Eier bezeichnet.
Gemüse, Obst, zartes Fleisch und Innereien wie Kalbshirn oder -bries, aber auch Gepökeltes, Saucissons, Fisch und junges Geflügel können ebenfalls pochiert werden. Dabei dient das Pochieren häufig zur Vorbereitung einer weiteren Verarbeitung.